# 玉置孝
玉置 孝（たまき たかし、1927年10月24日 - 2000年10月19日）は、日本の銀行家。

## 経歴
東京都出身。1952年に東京大学法学部を卒業し、同年に日本銀行に入行し、1984年3月には理事に就任。
1986年12月に千葉銀行顧問に就任し、1987年6月には頭取に就任。1997年6月に会長に就任。
1994年から1997年までに全国地方銀行協会会長を務めた。
2000年10月19日肺癌のために死去。72歳没。